# Popeline
Der Popeline (auch der Popelin oder die Popeline) [popəˈliːn(ə)]/[pɔpˈliːn] ist ein  leinwandbindiges Gewebe. Er besteht meist aus Baumwolle oder einer Baumwoll-Polyester-Mischung, wird aber auch aus Wolle und Seide gewebt. Indem für den Schuss ein dickerer und lockerer eingestellter Faden als für die Kette verwendet wird, und das Fadenverhältnis von Kette zu Schuss bei 2:1 bis 3:1 liegt, ergibt sich ein leicht quergeripptes Gewebe mit mattem Glanz.
Popeline wird für Hemden, Kleider, Blusen, Mäntel und Jacken verwendet. Er ist ein verschleißfester Stoff, der aber leicht knittern und wegen seines dichten Stoffaufbaus zur Nahtkräuselung neigen kann.
Popeline-Typen sind Vollpopeline mit Zwirnen in Kette und Schuss, Halbpopeline mit Zwirn in der Kette und Garn im Schuss, sowie Imitatpopeline mit Garnen in Kette und Schuss.
Die Bezeichnung Popeline soll angeblich aus dem Französischen „papeline“ (päpstlich) abgeleitet worden sein, weil das Gewebe ursprünglich mit einem Seidengarn in der Kette und einem Wollgarn im Schuss in der französischen Stadt Avignon produziert wurde, die im 14. Jahrhundert Sitz des Papstes war.
Im englischsprachigen Raum wird Poplin heute auch als Broadcloth oder Plainweave bezeichnet.